# Egesippo di Taranto
Egesippo di Taranto (Taranto, V secolo a.C. – ...) è stato uno scrittore greco antico.

## Biografia
Vissuto probabilmente nella seconda metà del V secolo a.C., Egesippo appartiene a quella categoria di scrittori di gastronomia fioriti in Magna Grecia a cavallo tra età classica ed Ellenismo, come Glauco di Locri o Archestrato di Gela.

## Opera
Egesippo, infatti, fu autore di un Manuale di cucina, citato da Ateneo, del quale restano due frammenti. Tuttavia, non è chiaro se Ateneo, citando un suo scritto di pasticceria come Plakountopoiikòn syngramma (Trattato sui dolci), si riferisca allo stesso manuale o a un'opera specifica.